# Domaczewo
Domaczewo (biał. Дамачава) – osiedle typu miejskiego w zachodniej części Białorusi, w obwodzie brzeskim, w rejonie brzeskim, w sielsowiecie Domaczewo, ok. 1,2 tys. mieszkańców (2010).
Leży nad Bugiem, na granicy z Polską. Po drugiej stronie rzeki leży polska wieś Sławatycze.
W miejscowej szkole znajduje się Muzeum Chwały Wojennej (музей боевой славы) i Muzeum Literackie (литературный музей).

## Historia
Wieś magnacka położona była w końcu XVIII wieku w powiecie brzeskolitewskim województwa brzeskolitewskiego.
Za II Rzeczypospolitej miejscowość była siedzibą gminy Domaczewo.
W XVI–XX w. znajdowały się tu dwie kolonie olędrów. Domaczewo do II wojny światowej zamieszkane było przez Żydów.
Podczas okupacji hitlerowskiej, 1 listopada 1941 roku Niemcy utworzyli getto dla żydowskich mieszkańców. Przebywało w nim około 1500 osób. 20 września 1942 roku Niemcy zlikwidowali getto, a Żydów zamordowali na rynku. 

## Religia
Siedziba parafii prawosławnej pw. św. Łukasza i rzymskokatolickiej pw. Niepokalanego Poczęcia Najświętszej Maryi Panny. W centrum miasteczka usytuowana jest prawosławna cerkiew św. Łukasza Apostoła. W miejscowości znajduje się też kościół rzymskokatolicki pw. Niepokalanego Poczęcia Najświętszej Maryi Panny.

## Transport
W mieście funkcjonuje drogowe przejście graniczne Domaczewo – Sławatycze na granicy z Polską. Znajduje się tu przystanek kolejowy Domaczewo, położony na linii Brześć - Tomaszówka.

## Galeria

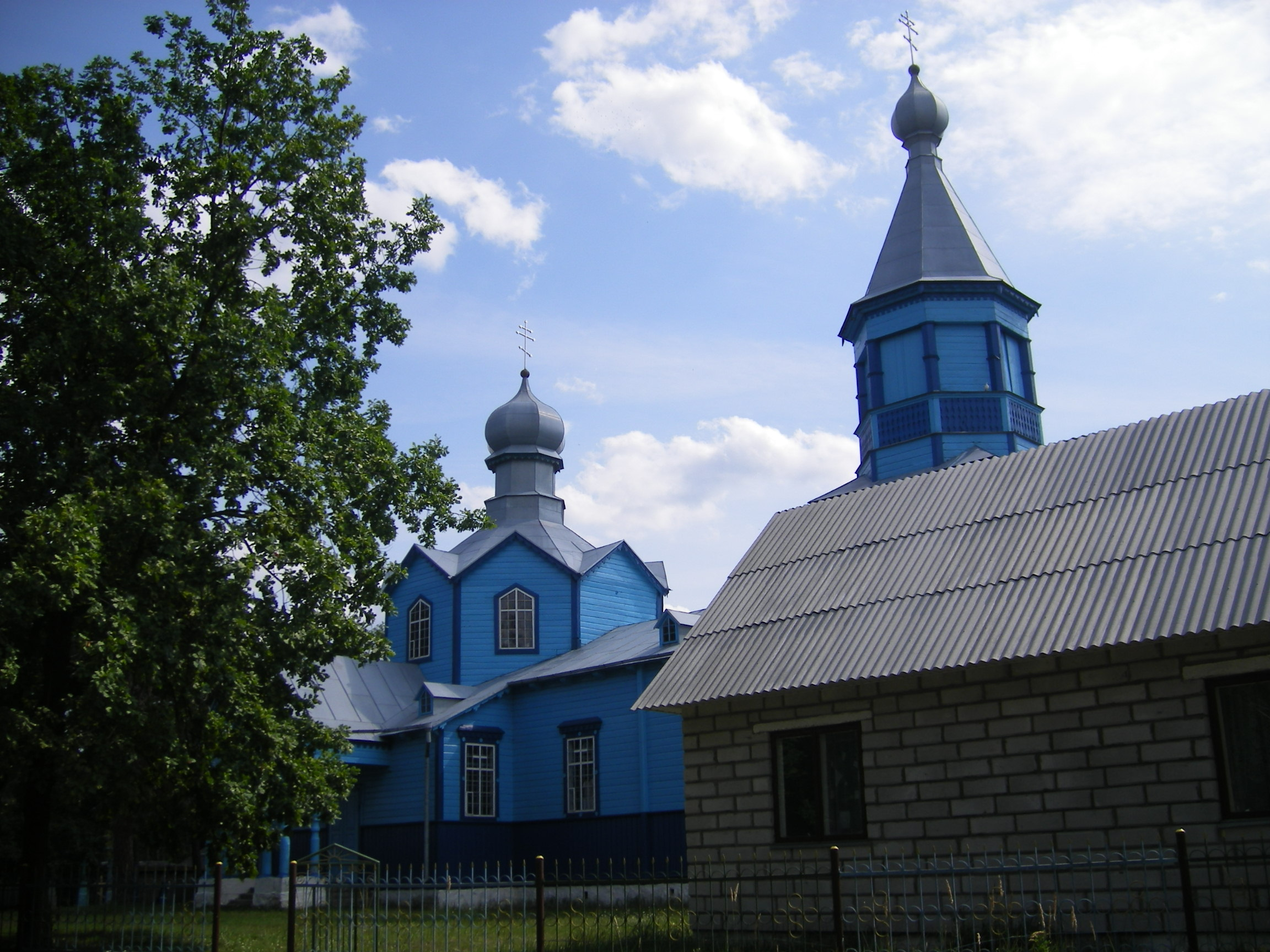
Cerkiew pw. św. Łukasza
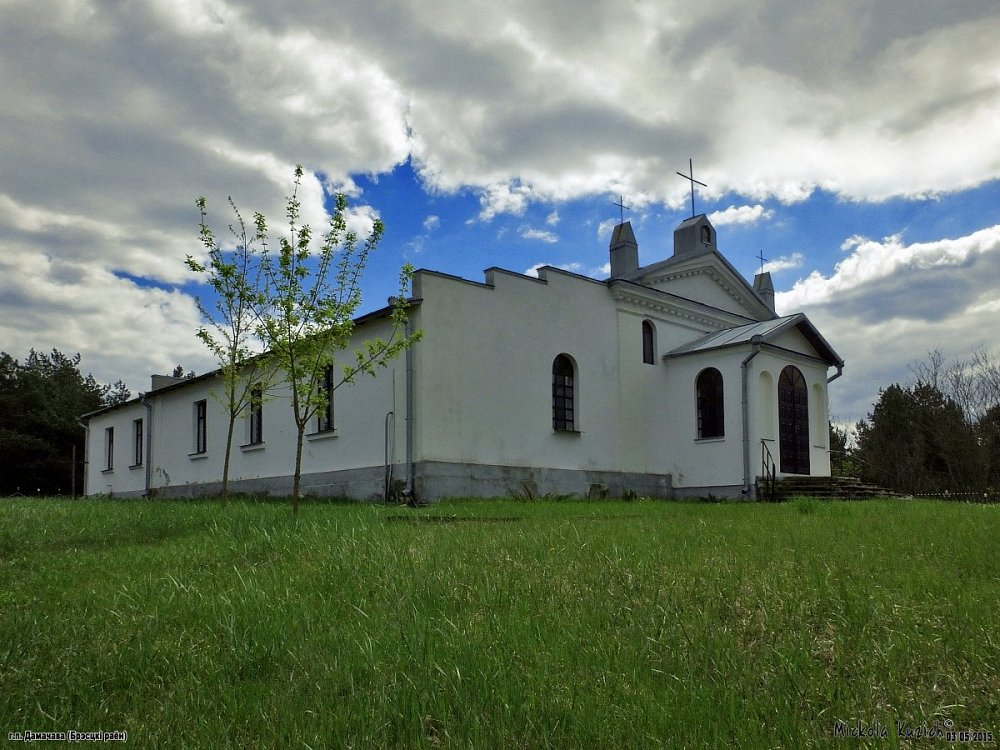
Kościół pw. Niepokalanego Poczęcia Najświętszej Maryi Panny
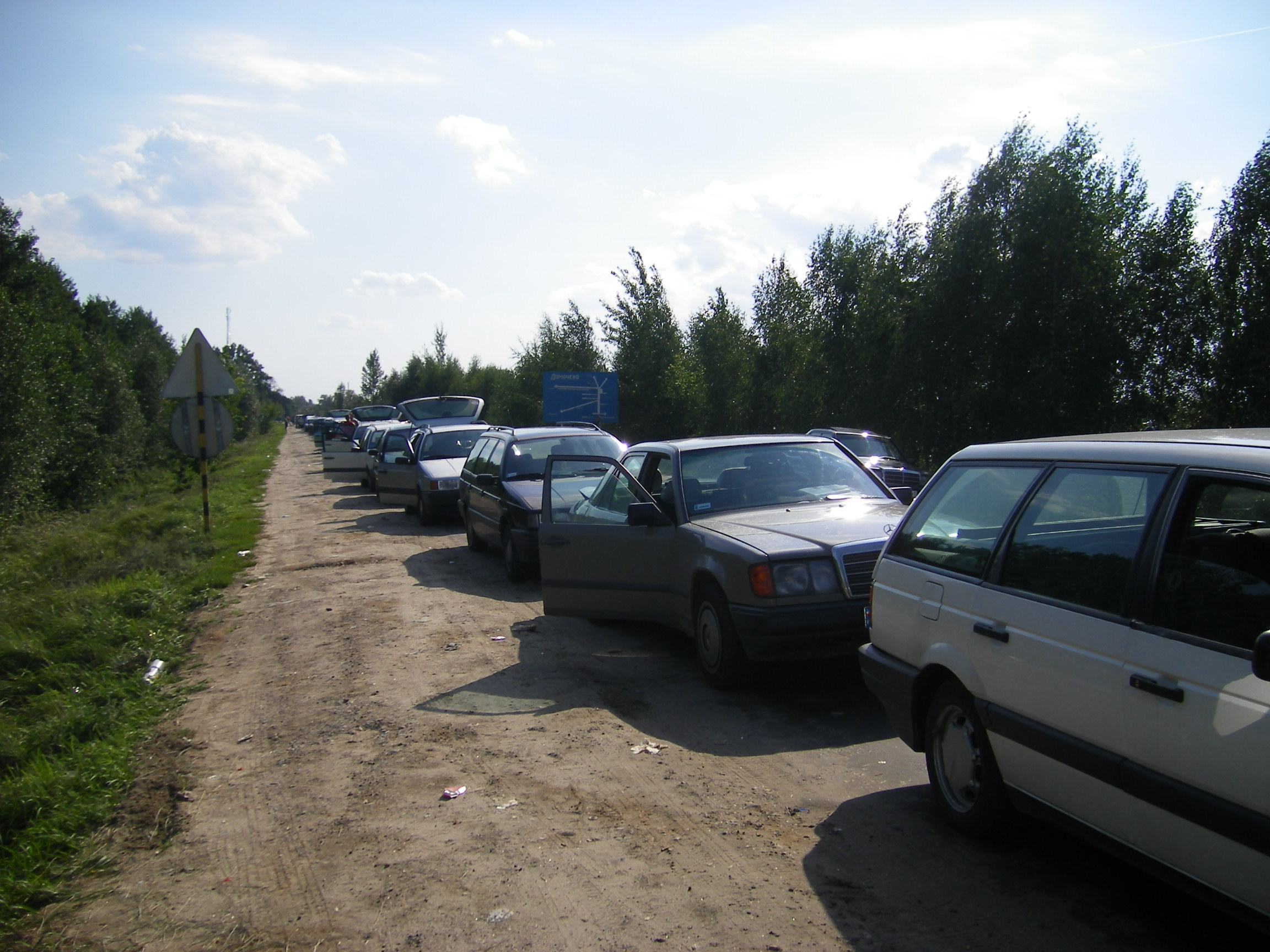
Droga do przejścia granicznego (2006)
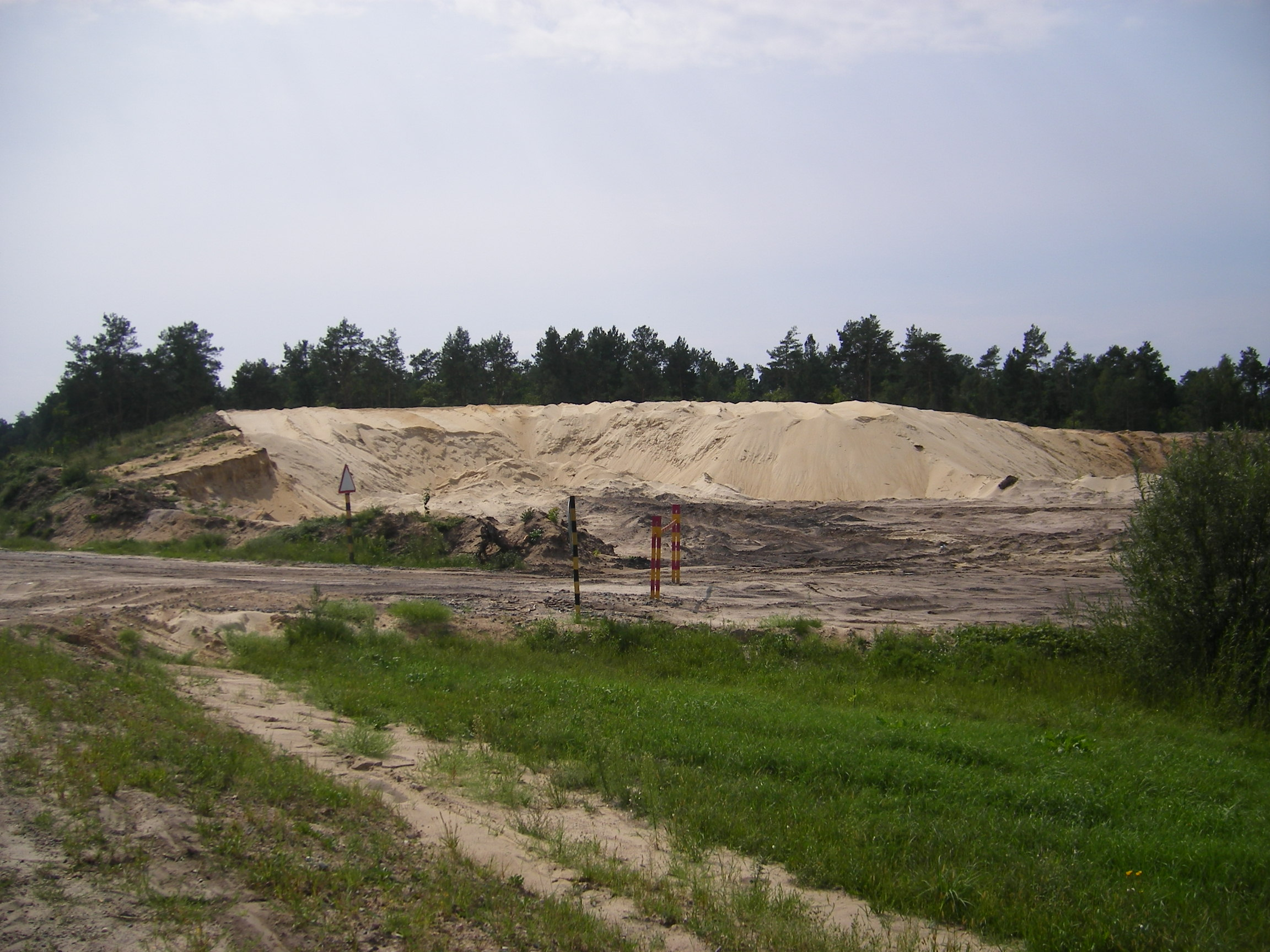
Kopalnia piasku